# Świerczek (Góry Izerskie)
Świerczek (588 m n.p.m.) – wzniesienie w Grzbiecie Kamienickim Gór Izerskich, w Sudetach Zachodnich.
Położone jest w środkowej części Grzbietu Kamienickiego, w bocznym ramieniu odchodzącym od Kamienicy ku północnemu wschodowi. Na zachodzie łączy się z Kowalówką.
Zbudowana jest z gnejsów należących do metamorfiku izerskiego.
Wokół leżą miejscowości: Antoniów, Chromiec, Mała Kamienica i Kwieciszowice.
Cały masyw jest zalesiony.

## Turystyka
Zachodnim zboczem przechodzi szlak turystyczny:
- żółty - szlak z Przecznicy na Rozdroże Izerskie i dalej